# Lokalisation (Akustik)
Unter Lokalisation versteht man das Erkennen von Richtung und Entfernung einer Schallquelle als Richtungshören und Entfernungshören, also die Richtungslokalisation und die Entfernungslokalisation. Damit ist die Lokalisation ein passiver Vorgang, im Gegensatz zur Ortung, die einen aktiven Vorgang beschreibt, bei dem das Verhalten eines ausgesendeten Signals zur Lokalisation eingesetzt wird (z. B. Sonar oder die Echoortung bei Tieren).

Benennung der drei Ebenen
oben: 1. Horizontalebene (Transversalebene)
Mitte: 2. Medianebene (Sagittalebene)
unten: 3. Frontalebene

Die Lokalisation von Schallquellen ist ein Ergebnis sowohl des beidohrigen (binauralen) Hörens – in der Horizontalebene – als auch des einohrigen (monauralen) Hörens – in der Medianebene. Dieser Artikel beschreibt die Lokalisation von Schallquellen beim Menschen. Bei Tieren spielen zum Teil noch andere Effekte eine Rolle (zum Beispiel Einfluss von Ohrbewegungen).

## Prinzip der Lokalisation im Raum
Im Bild sind die möglichen Ebenen dargestellt, die zur Lokalisation einer Schallquelle im Raum genutzt werden können. Für eine eindeutige Lokalisation sind aber nur folgende Angaben erforderlich:
- ein Einfallswinkel in einer Halbebene
- ein Einfallswinkel in einer vollen Ebene
- eine Entfernung

Mit den ersten beiden Angaben kann man winkelmäßig den gesamten Raum aufspannen (Drehen der Halbebene um den Winkel der Vollebene). Dieses entspricht auch dem Zusammenspiel der Mechanismen, die das Gehör zur Lokalisation von Schallquellen benutzt.
Je nach den Mechanismen, die das Gehör zur Lokalisation benutzt, sind folgende Kategorien zu unterscheiden (Halbebene, Vollebene und Entfernung):
- Bestimmung der seitlichen Einfallsrichtung des Schalls.
 Hierzu wertet das Gehör Laufzeitdifferenzen und Pegeldifferenzen zwischen beiden Ohren aus. Unterschieden werden hierdurch die Richtungen links, geradeaus, rechts. Diese Mechanismen des Gehörs können nicht zwischen vorne und hinten unterscheiden (mit geradeaus ist hier nicht vorne gemeint). Ein Einfallswinkel für die gesamte Horizontalebene kann vom Gehör mit diesen Mechanismen nicht bestimmt werden.
- Bestimmung der medianen Einfallsrichtung des Schalls in der Medianebene.
 Hierzu wertet das Gehör Resonanzen des Außenohrs aus. Unterschieden werden hierdurch die Richtungen vorn, oben, hinten und unten – aber nicht rechts und links.
- Entfernung der Schallquelle. 
 Hierzu wertet das Gehör Reflexionsmuster und Klangfarben auch aus der Erinnerung aus.

Mit Hilfe der ersten beiden Mechanismen lässt sich der Raumwinkel bestimmen, unter dem der Schall einfällt, und mit Hilfe des letzten Mechanismus die Entfernung.
Für die Auswertung einer Einfallsrichtung in der Frontalebene besitzt das Gehör keine direkten Mechanismen. Schallquellen in der Frontalebene werden über die Kombination der Mechanismen für horizontalen Einfallswinkel und Medianebene lokalisiert.

## Bestimmung der seitlichen Einfallsrichtung: links, geradeaus, rechts
Zur Bestimmung der seitlichen Einfallsrichtung (Schall links, geradeaus, rechts) wertet das Gehör folgende Informationen als Ohrsignale aus:
- Laufzeitdifferenz zwischen beiden Ohren als interaurale Laufzeitdifferenzen (engl. Interaural Time Difference, ITD)
 Schall von rechts erreicht das rechte Ohr eher als das linke Ohr. ITDmax = 0,63 ms.
 Hierbei unterscheidet man zwischen der
  - Auswertung von Phasenlaufzeiten bei niedrigen Frequenzen
  - Auswertung von Gruppenlaufzeiten bei hohen Frequenzen
- Auswertung von frequenzabhängigen Pegeldifferenzen (Pegelunterschieden) zwischen beiden Ohren (Interaural Level Difference, ILD)
 Schall von rechts besitzt am rechten Ohr einen höheren Pegel als am linken, da der Kopf das Signal am linken Ohr abschattet. Diese Pegelunterschiede sind stark frequenzabhängig und nehmen mit steigender Frequenz zu.

Bei tiefen Frequenzen unterhalb von ca. 800 Hz werden vor allem Laufzeitunterschiede ausgewertet (Phasenlaufzeiten), bei hohen Frequenzen oberhalb von ca. 1600 Hz vor allem Pegelunterschiede. Dazwischen liegt ein Überlappungsbereich, in dem beide Mechanismen eine Rolle spielen. Die Qualität der Richtungsbestimmung wird hiervon aber nicht beeinträchtigt.

### Auswertung bei tiefen Frequenzen
Bei tiefen Frequenzen unterhalb 800 Hz sind die Abmessungen des Kopfes mit einer Wegstrecke d = 21,5 cm von Ohr zu Ohr, entsprechend einer Laufzeitdifferenz von 632 µs, kleiner als die halbe Wellenlänge des Schalls. Die Pegelunterschiede sind hierbei so gering, dass sie keine genaue Auswertung gestatten. Frequenzen unterhalb von 80 Hz sind nicht mehr in ihrer Richtung zu lokalisieren.

### Auswertung bei hohen Frequenzen
Bei hohen Frequenzen oberhalb von 1600 Hz sind die Abmessungen des Kopfes größer als die Wellenlänge des Schalls. Hier kann das Gehör aus Phasenlaufzeiten die Richtung nicht mehr eindeutig bestimmen. Dafür werden Pegelunterschiede größer, die dann auch vom Gehör ausgewertet werden.
Zusätzlich werden (auch bei höheren Frequenzen) Gruppenlaufzeiten zwischen beiden Ohren ausgewertet: Das heißt, setzt ein Schall neu ein, lässt sich aus der Verzögerung des Schalleinsatzes zwischen beiden Ohren die Richtung bestimmen. Dieser Mechanismus ist in einer hallenden Umgebung besonders wichtig. Bei Einsatz des Schalls gibt es einen kurzen Zeitraum, in dem schon der Direktschall den Hörer erreicht, aber noch kein reflektierter Schall. Das Gehör nutzt diesen Zeitraum der Anfangszeitlücke (englisch initial time delay gap, ITDG) zur Richtungsbestimmung und behält die erkannte Richtung bei, solange aufgrund der Reflexionen keine eindeutige Richtungsbestimmung mehr möglich ist.
Diese Mechanismen können nicht zwischen vorne und hinten unterscheiden. Entsprechend kann durch diese Mechanismen auch nicht die gesamte Horizontalebene aufgespannt werden.

## Bestimmung der Einfallsrichtung in der Medianebene: vorn / hinten und oben / unten
Das Außenohr des Menschen, das heißt die Ohrmuschel und der Anfang des Gehörgangs, wirken als richtungsselektive Filter. In der Struktur der Ohrmuschel werden je nach Schalleinfallsrichtung in der Medianebene unterschiedliche Resonanzen angeregt.
Dieses führt dazu, dass jede dieser Richtungen (vorne, oben, hinten, unten) ein unterschiedliches Resonanzmuster besitzt. Der Frequenzgang der Ohren bekommt so richtungsspezifische Muster eingeprägt, die vom Gehör-Gehirn-System ausgewertet werden (richtungsbestimmende Bänder).
Diese Muster im Frequenzgang sind individuell, je nach Form und Größe der eigenen Ohrmuschel. Bekommt man Schall über Kopfhörer dargeboten, der von einem anderen Kopf mit anderen Ohrmuscheln aufgenommen wurde, wird die Erkennung der Richtung in der Medianebene nicht mehr problemlos möglich. Beispiel: Das überwiegende Hinten-Lokalisieren von Kunstkopfaufnahmen und die „Im-Kopf-Lokalisation“ (IKL).

## Bestimmung der Entfernung der Schallquelle
Die Bestimmung der Entfernung der Schallquelle ist beim Menschen nur eingeschränkt möglich. Als Indizien für die Entfernungsbestimmung im Nahbereich dienen zum Beispiel extreme Pegelunterschiede (zum Beispiel beim Flüstern in ein Ohr), spezielle Resonanzmuster der Ohrmuschel im Nahbereich.
Zur Entfernungswahrnehmung können folgende Informationen genutzt werden:
Frequenzspektrum
In Luft werden hohe Frequenzen stärker gedämpft als tiefe. Daher wird eine Schallquelle, je weiter sie entfernt ist, umso dumpfer wahrgenommen – die hohen Frequenzanteile fehlen. Für Schall mit bekanntem Spektrum (zum Beispiel Sprache) ist hierüber eine Einschätzung der Entfernung möglich.
Lautstärke
Entferntere Schallquellen haben eine geringere Lautstärke als nähere. Dieser Aspekt kommt insbesondere bei vertrauten Schallquellen wie sprechenden Menschen zum Tragen.
Bewegung
Ähnlich wie beim visuellen System gibt es das Phänomen der Bewegungsparallaxe auch bei Schall: Bewegt sich der Hörer, ziehen nähere stationäre Schallquellen schneller an ihm vorbei als entferntere.
Schallreflexionen
In Räumen erreichen zwei Arten von Schall unser Ohr: Der Primärschall stammt direkt von der Schallquelle. Der sekundäre beziehungsweise reflektierte Schall stammt von Reflexionen des Schalls der Schallquelle an Wänden. Aus dem Verhältnis Primär- zu reflektiertem Schall kann die Entfernung der Schallquelle abgeschätzt werden.
Anfangszeitlücke
Die Anfangszeitlücke ist die Zeit, die zwischen dem Eintreffen des Direktschalls und dem Eintreffen der ersten starken Reflexion liegt. Schallquellen machen im Raum dann einen nahen Eindruck, wenn die Anfangszeitlücke lang ist und der Raumschall im Verhältnis zum Direktsignal geringen Pegel hat. Sie machen einen entfernten Eindruck, wenn die Anfangszeitlücke kurz oder nicht vorhanden ist und der Raumschallpegel im Verhältnis zum Direktsignal hoch ist.

## Psychoakustische Selektion
Die Lokalisation von Schallquellen durch das menschliche Ohr erfolgt in sogenannten Frequenzgruppen. Der Hörbereich ist in etwa 24 Frequenzgruppen eingeteilt, mit jeweils einer Breite von 1 Bark oder 100 Mel. Zur Richtungsbestimmung werden die Signalanteile innerhalb einer Frequenzgruppe gemeinsam ausgewertet.
Das Gehör kann die Schallsignale einer lokalisierten Schallquelle aus Umgebungsgeräuschen extrahieren. Zum Beispiel kann sich das Gehör auf einen Sprecher konzentrieren, wenn gleichzeitig andere Sprecher dazwischenreden.
Durch diese auch als Cocktail-Party-Effekt bezeichnete Fähigkeit werden Geräusche aus anderen Richtungen, die die Wahrnehmung der gewünschten Schallquelle stören könnten, stark abgeschwächt wahrgenommen. Die Signalverarbeitung des Gehörs erzielt hierbei Verbesserungen des Störabstands von etwa zu 9 bis 15 dB. Störgeräusche aus anderen Richtungen werden hierdurch nur noch halb bis ein Drittel so laut wahrgenommen, wie sie in Wirklichkeit sind.

## Lokalisation in geschlossenen Räumen
In geschlossenen Räumen wirkt nicht nur der Schall aus der Richtung der Schallquelle auf das Gehör ein, sondern auch von den Wänden reflektierter Schall. Zur Richtungsbestimmung wird aber nur der zuerst eintreffende Direktschall, nicht aber der später eintreffende reflektierte Schall vom Gehör ausgewertet (Gesetz der ersten Wellenfront). Hierdurch bleibt eine korrekte Richtungsbestimmung der Schallquelle möglich.
Hierzu wertet das Gehör starke zeitliche Änderungen der Lautstärke in verschiedenen Frequenzgruppen aus.
Kommt es zu einem starken Anstieg der Lautstärke in einer oder mehreren Frequenzgruppen, handelt es sich mit großer Wahrscheinlichkeit um den Direktschall einer Schallquelle, die neu einsetzt oder deren Signal die Eigenschaften verändert.
Dieser kurze Zeitraum wird vom Gehör zur Richtungsbestimmung (und auch Lautheitsbestimmung) genutzt.
Später eintreffende Reflexionen erhöhen die Lautstärke in den betroffenen Frequenzgruppen nicht mehr so stark, so dass hier keine neue Richtungsbestimmung erfolgt.
Die einmal erkannte Richtung wird dann so lange als Richtung der Schallquelle benutzt, bis aufgrund von stärkeren Lautstärkeanstiegen wieder eine neue Richtungsbestimmung möglich ist (siehe Franssen-Effekt).

## Technische Anwendungen

### Stereofonie
Die Stereofonie macht sich die Prinzipien der Lokalisation zunutze, indem Schallereignisse aus mehreren Schallquellen so erzeugt werden, dass sie beim Hörer den Eindruck vermitteln, die Schallquelle befände sich an einem anderen Ort (Phantomschallquelle).
Bei der Lautsprecherstereofonie im Stereodreieck werden die Orte der Phantomschallquellen auf der Lautsprecherbasis durch die Hörereignisrichtung als Auslenkung in Prozent aus der Mitte (Center) lokalisiert und angegeben. Frequenzneutrale Interchannel-Pegeldifferenzen und Interchannel-Laufzeitdifferenzen führen durch Summenlokalisation zu verschiebbaren Phantomschallquellen. Bei der Lautsprecherstereofonie sind Spektraldifferenzen – das sind frequenzabhängige Pegeldifferenzen – zu vermeiden, weil diese zu Klangverfärbungen bei seitlichen Schalleinfallsrichtungen führen.

Bei der Stereo-Lautsprecherwiedergabe werden für eine Hörereignisrichtung 100 %, entsprechend 30°-Auslenkung aus der Richtung eines Lautsprechers, eine Pegeldifferenz von etwa Δ L = 18 dB (16 bis 20 dB) und eine Laufzeitdifferenz von etwa Δ t = 1,5 ms (1 ms bei hohen Frequenzen, 2 ms bei Bässen) benötigt. Die Pegeldifferenzstereofonie erzeugt die größte Lokalisationsschärfe.
Beim Hören mittels Kopfhörer werden für die Erzeugung von Phantomschallquellen binaurale Tonaufnahmen verwendet.

### Weitere Anwendungen
Die Prinzipien der Lokalisation werden im Militär beim Richtungshörer angewendet. Auch bei Hörgeräten kommen Selektionsmechanismen zur Anwendung.